# Alex Sandro
Alex Sandro Lobo Silva eller endast Alex Sandro, född den 26 januari 1991 i Catanduva, är en brasiliansk fotbollsspelare som spelar för Flamengo.

## Klubbkarriär
Den 26 augusti 2024 värvades Alex Sandro av Flamengo, där han skrev på ett 2,5-årskontrakt.

## Landslagskarriär
Alex Sandro var med och tog OS-silver i herrfotbollsturneringen vid de olympiska fotbollsturneringarna 2012 i London.
I november 2022 blev Alex Sandro uttagen i Brasiliens trupp till VM 2022.